# Předzesilovač
Předzesilovač je elektronický zesilovač, který mění slabý elektrický signál na takový, jehož síla ještě není moc poznamenaná šumem, ale je dostatečná pro pozdější použití. Bez toho by byl konečný signál příliš ovlivněn šumem a byl by zkreslený. Předzesilovač se typicky používá pro zesílení signálu z analogových senzorů. Pro tento důvod je předzesilovač často umístěn u senzoru pro zmenšení šumu a rušení.

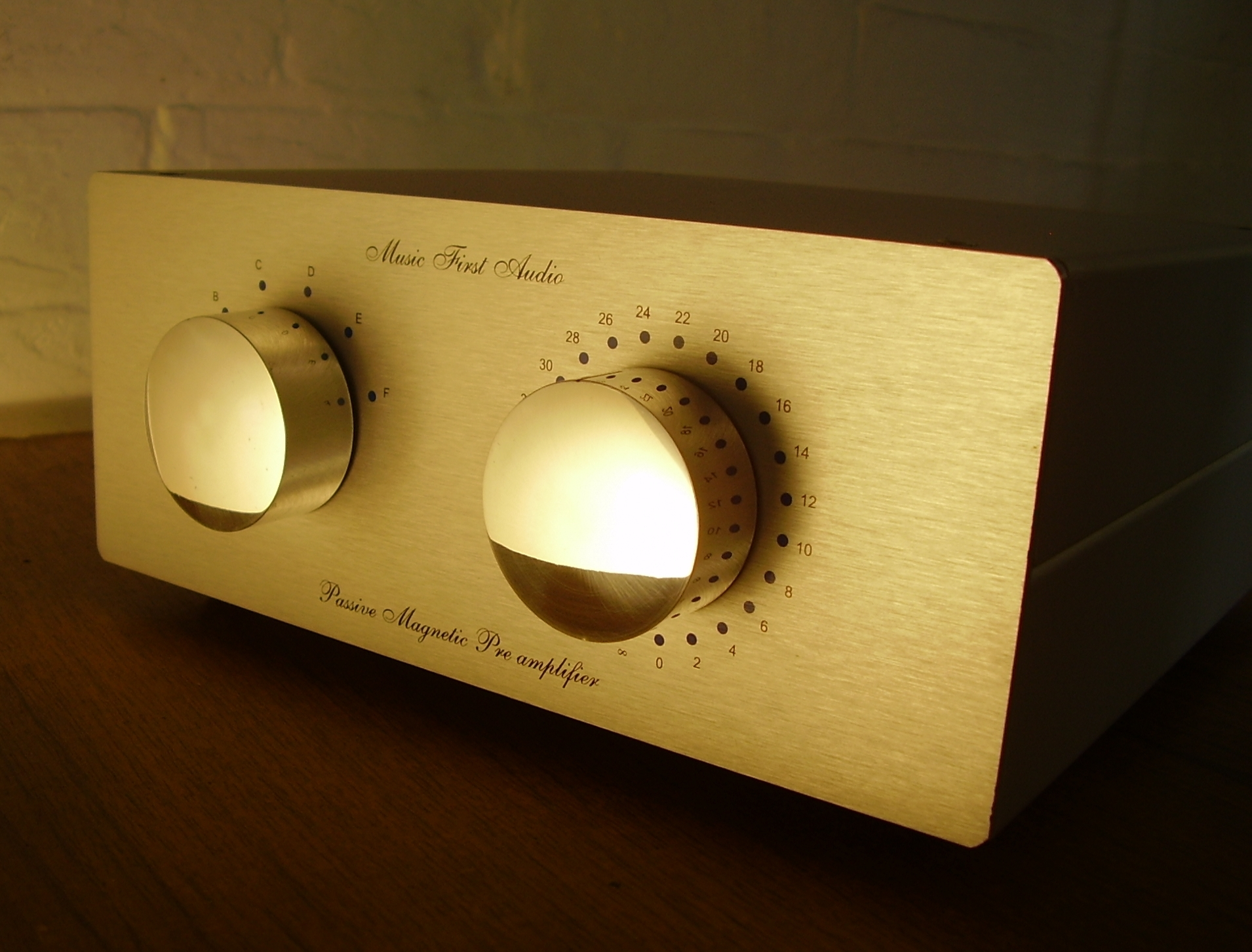
Ukázka typického high-end stereo předzesilovače

## Popis
Ideální předzesilovač bude lineární (mající konstantní zesílení v celém svém pracovním rozsahu), mající vysokou vstupní impedanci (vyžaduje pouze minimální množství proudu pro snímání vstupního signálu) a nízkou výstupní impedanci (pokud je proud odebírán z výstupu je minimální změna výstupního napětí).